# Алоэ Бейкера
Алоэ Бейкера (лат. Aloe bakeri) — суккулентное травянистое растение; вид рода Алоэ (Aloe) подсемейства Асфоделовые (Asphodelaceae) семейства Ксанторреевые (Xanthorrhoeaceae). Видовое название дано в честь Джона Гилберта Бейкера (1834—1920), английского ботаника, который работал в библиотеке и гербарии Королевских ботанических садов в Кью (Лондон).

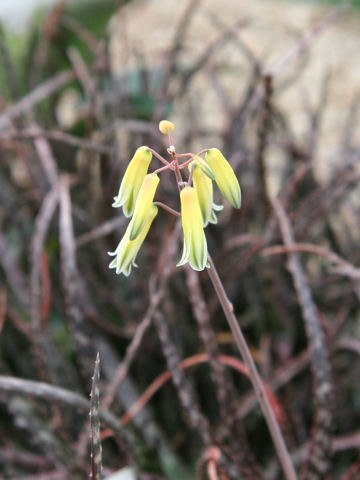
Цветки

Побеги до 20 см высотой, полегающие, обильно разветвлённые от основания. Листья 5-10 см длиной, узкие, менее 1 см в ширину, сочные, жёсткие, изогнутые, в той или иной степени коричнево-зелёные с розово-коричневыми полосами. Часто имеют пятна на внешней поверхности. По краям вооружённые мягкими белыми шипами 1 мм длиной, расположенными на расстоянии 1-2 мм друг от друга. Цветки трубчатые, 3-4 см длиной, оранжевого или жёлтого цвета, у основания красные, расположены в кистях на длинном одиночном цветоносе.
Вид является эндемиком Мадагаскара, где растёт в песчаных дюнах вблизи Форт-Дофин в провинции Тулиара.
Вид внесён в Приложение II Конвенции о международной торговле дикими видами фауны и флоры, находящимися под угрозой исчезновения (CITES).